# Brechmoidion exicisifrons
Brechmoidion exicisifrons är en skalbaggsart som först beskrevs av Martins 1960.  Brechmoidion exicisifrons ingår i släktet Brechmoidion och familjen långhorningar. Inga underarter finns listade.